# S'il suffisait d'aimer
S'il suffisait d'aimer  è un album della cantante canadese Céline Dion, pubblicato il 7 settembre 1998. È il suo 19º album in francese e il 24° in totale. S'il suffisait d'aimer è il secondo album in lingua francese più venduto di tutti i tempi, dopo D'eux (1995) della stessa Dion.

## Contenuti e promozione
Tre anni dopo il fenomenale successo dell'album D'eux, il duo Goldman / Dion si ripete con S'il suffisait d'aimer, un delicato album di ballad, gospel e blues. S'il suffisait d'aimer è interamente scritto da Jean-Jacques Goldman, con l'eccezione di Papillon e Terre scritte da Erick Benzi.
Il primo singolo del disco, Zora sourit, esplora un nuovo tema per il repertorio di Céline, in quanto denuncia il razzismo e sostiene la tolleranza. Per la title track dell'album, S'il suffisait d'aimer, Goldman crea un numero che evidenzia le diverse possibilità della voce di Céline. On ne change pas, il terzo singolo dell'album, è una canzone sull'infanzia e l'adolescenza, un periodo doloroso per una giovane Céline, in cui non gradiva il periodo passato tra i banchi di scuola. La canzone raggiunge un perfetto equilibrio tra semplicità ed efficienza.
Molte delle canzoni dell'album riflettono l'immenso talento di Céline, sia attraverso la struggente melodia di Je crois toi, sia con il potere ipnotico di Dans un autre monde. S'il suffisait d'aimer è un album che mostra l'eccezionale armonia tra compositore e cantante.
Durante i concerti francofoni del Let's Talk About Love Tour, la Dion eseguì sei canzoni dell'album S'il suffisait d'aimer. I concerti di Parigi furono registrati e pubblicati nell'album Au cœur du stade, pubblicato nel 1999, promosso dal video live del singolo Dans un autre monde. Inoltre, fu pubblicato anche il video che mostra la sessione di registrazione di S'il suffisait d'aimer, incluso come video bonus sul DVD di Au cœur du stade.
Alcuni brani di S'il suffisait d'aimer, sono stati pubblicati nel greatest hits della Dion nel 2005, On ne change pas.

## Recensioni di critica
AllMusic dichiarò che "i fan saranno lieti di ascoltare il ritorno della Dion, in un certo senso, alle sue radici, specialmente perché l'album è coerente come qualsiasi dei suoi album, sia in inglese che in francese". All'album furono date tre stelle su cinque.

## Successo commerciale
S'il suffisait d'aimer è il secondo, dopo D'eux, l'album francese più venduto di tutti i tempi. Ha venduto oltre 4 milioni di copie in tutto il mondo, di cui 2 milioni in Europa, dove è stato certificato doppio disco di platino dall'IFPI. S'il suffisait d'aimer ha venduto oltre 1 890 000 copie solo in Francia ed è stato certificato disco di diamante. In Canada, ha venduto 500 000 copie ed è stato certificato quattro volte disco di platino.
L'album è stato certificato disco d'oro, platino e multi-platino in tutto il mondo, anche nei paesi non francofoni. S'il suffisait d'aimer divenne il secondo album in lingua francese, dopo D'eux,  ad essere certificato disco d'oro nel Regno Unito. Negli Stati Uniti ha venduto 112 000 copie secondo Nielsen SoundScan.
S'il suffisait d'aimer è stato in cima alle classifiche di Svizzera (per cinque settimane), Francia (per quattro settimane), Belgio Vallonia (per quattro settimane), Canada, Grecia, Polonia e nella  European Top 100 Albums. È stato nella top-40 di molti paesi non francofoni, tra cui il Regno Unito, dove ha raggiunto la posizione numero 17.

## Riconoscimenti
S'il suffisait d'aimer ha vinto uno Juno Award come Album francofono più venduto. È stato anche nominato ai Victoires de la Musique nella categoria Album Pop/Rock dell'Anno mentre Céline Dion fu candidat nella categoria Artista Femminile dell'Anno.

## Tracce

### S'il suffisait d'aimer
1. Je crois toi – 5:05 (Jean-Jacques Goldman)
2. Zora sourit – 3:51 (Goldman, J. Kapler)
3. On ne change pas – 4:08 (Goldman)
4. Je chanterai – 4:10 (Goldman)
5. Terre – 4:17 (Erick Benzi)
6. En attendant ses pas – 4:07 (Goldman)
7. Papillon – 4:01 (Benzi)
8. L'abandon – 4:27 (Goldman)
9. Dans un autre monde – 4:38 (Goldman)
10. Sur le même bateau – 4:25 (Goldman)
11. Tous les blues sont écrits pour toi – 4:48 (Goldman)
12. S'il suffisait d'aimer – 3:35 (Goldman)

## Classifiche
| Classifica      | Posizione massima |
| --------------- | ----------------- |
| Austria         | 3                 |
| Belgio Fiandre  | 2                 |
| Belgio Vallonia | 1                 |
| Canada          | 1                 |
| Repubblica Ceca | 17                |
| Corea del Sud   | 23                |
| Danimarca       | 30                |
| Europa          | 1                 |
| Finlandia       | 12                |
| Francia         | 1                 |
| Germania        | 11                |
| Giappone        | 37                |
| Grecia          | 1                 |
| Italia          | 33                |
| Paesi Bassi     | 4                 |
| Polonia         | 1                 |
| Portogallo      | 15                |
| Regno Unito     | 17                |
| Slovacchia      | 28                |
| Svezia          | 23                |
| Svizzera        | 1                 |
| Taiwan          | 7                 |
| Ungheria        | 15                |